# Т-6 Тексан
Т-6 Тексан (енгл. T-6 Texan), познат као и Норт Америкен Харвард (енгл. North American Harvard) у Уједињеном Краљевству је једнокрилни двоседи авион за прелазну летачку обуку пилота металне конструкције са увлачивим класичним стајним трапом. Производио се у фабрици Норт амеркен авијејшон у САД.

## Развој
Прототип овог изузетно успелог авиона за прелазну обуку војних пилота полетео је априла 1935. године под ознаком НА-16 а ускоро је поред званичног имена Тексан (Texan) од пилота добио надимак „Летећа тестера” због карактеристичног звука рада мотора. Авиони испоручени Енглезима на основу уговора о зајму и најму добили су нов назив - Харвард. Завршетак Другог светског рата није означио и његов крај - Американци га користе као лаки јуришни авион у Корејском рату педесетих година, Французи у Алжирском рату за независност, Енглези у Кенији, а Израелци су га користили као обрушавајући бомбардер. Све укупно произведено је 21.342 авиона у 200 школских и 53 борбене варијанте укључујући и ловачку.

## Југославија
Југословенски пилоти су се први пут срели са овим типом авиона у лето 1943. када је почела њихова преобука у Африци у 71. ОТУ (јединица за борбену обуку) ради каснијег преласка на Харикене и Спитфајере. Први од укупно 11 Харварда за ЈРВ предати су марта 1945. у Земунику код Задра и успешно су коришћени за прелазну борбену обуку. Посебно знајачну улогу одиграли су по пријему америчких Ф-47Д у ЈРВ, јер су пилоти на њима изводили тренажне летове пре но што су сели за команде Тандерболта. Временом на неке примерке уграђена је камера К-24 ради коришћења у извиђачком пуку, а пред крај ресурса коришћени су у штабним авиоодељењима. Последња два расходована су 1960. године.

## Коришћење
- Аргентина
- Аустралија
- Белгија
- Боливија
- Бразил
- Канада
- Чиле
- Колумбија
- Куба
- Данска
- Грчка
- Индија
- Шпанија
- Сједињене Државе
- Уједињено Краљевство
- Југославија